# 2-я канадская танковая бригада
2-я танковая бригада (англ. 2nd Canadian Armoured Brigade, фр. 2e Brigade blindée canadienne) была бронетанковой бригадой канадской армии, которая принимала активное участие во Второй мировой войне. Бригада состояла из 6-го, 10-го и 27-го канадских Бронетанковых Полков и несла службу в Северо-Западной Европе, высадившись 6 июня 1944 года в Нормандии в День "Д" и оставаясь в бою до Дня Победы в Европе.

## История
Бригада стала самостоятельной после слияния 3-й и 2-й канадских танковых бригад в июле 1943 года, затем уже новая 2-я Канадская Танковая Бригада была переименована и реорганизована во 2-ю Канадскую Бронетанковую Бригаду под командованием бригадира Нормана Анджело Джанелли на его 48 году жизни. Хотя реорганизованная бронетанковая бригада на самом деле не имела под своим командованием ни одного моторизированного батальона, присутствие которых делали бы бригаду бронетанковой, а не просто танковой. В январе 1944 года бригада была передана 2-й британской армии для подготовки к предстоящему десантному десанту в Нормандии.
После высадки в Нормандии бригада сражалась в Кане, продвигалась через Францию и Бельгию, принимала участие в операциях в Нидерландах и Германии, поддерживая операции 1-й канадской и 2-й британской армий.
Данная бригада редко сражалась как самостоятельная единица. Её главная роль заключалась в поддержке пехоты, и поэтому ее полкам обычно поручалось участвовать в боях вместе с пехотными частями. Один из случаев, когда бригада предприняла операцию самостоятельно, это битва за Ле-Мениль-Патри 11 июня 1944 года, закончилась лишь частичным успехом и серьезными потерями для канадцев.

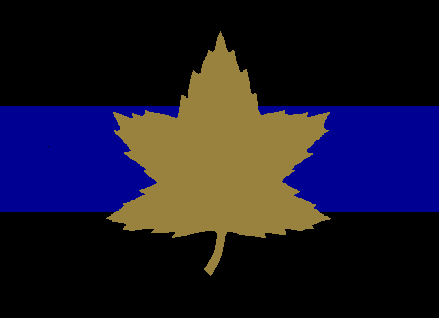
Знак формирования используемый для идентификации танков и других транспортных средств 2-й канадской бронетанковой бригады.

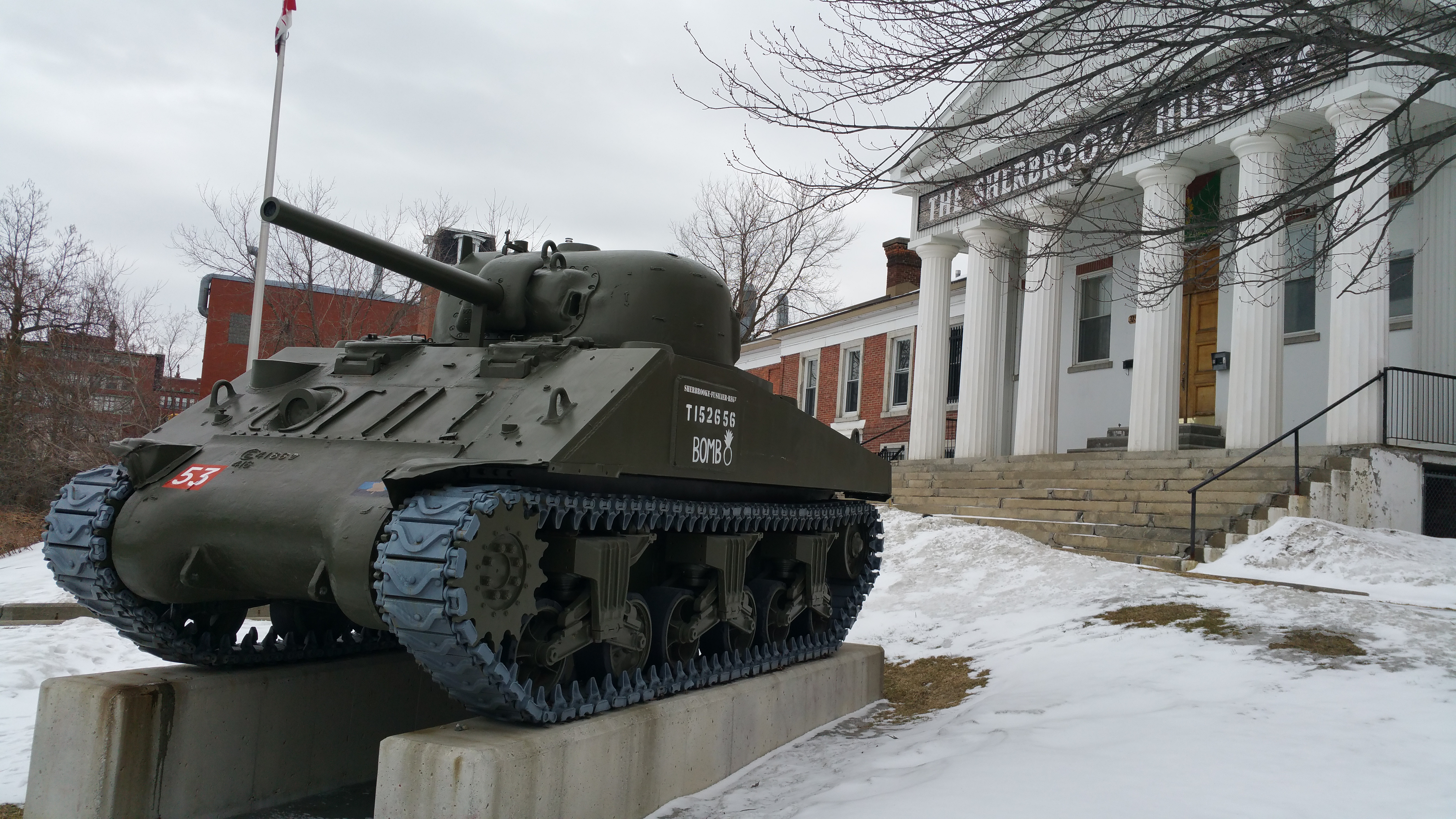
Знаменитый танк с прозвищем "Бомба" в составе 27-го Бронетанкового Полка.

## Состав бригады
- 6-й Бронетанковый Полк (1-й Гусарский);
- 10-й Бронетанковый Полк ;
- 27-й Бронетанковый Полк;
- "C" Сквадрон, 25-й Бронетанковый Полк Снабжения.